# 匈牙利君主列表
这是一份匈牙利君主的列表。

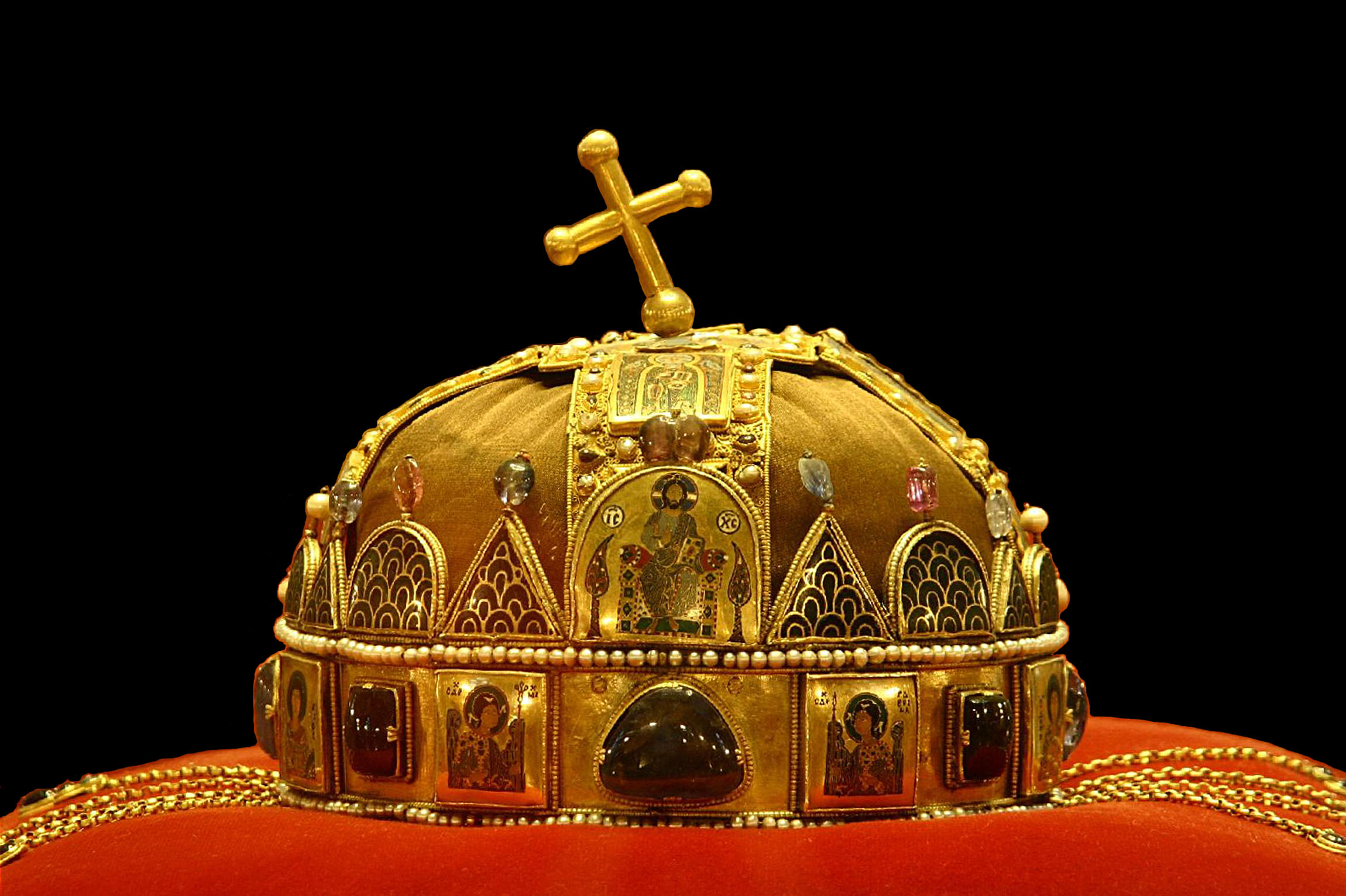
匈牙利王冠

匈牙利大公国于9世纪马扎尔人征服喀尔巴阡盆地后于895年左右建立。 匈牙利王国于1000年至1001年随着圣伊什特万国王的加冕而存在。阿尔帕德王朝是阿尔帕德大公的男系后裔，从895年到1301年连续统治匈牙利。圣伊什特万国王将基督教定为匈牙利王国的国教，阿尔帕德王朝的国王使用“基督教”使徒国王的称号。 王朝的子孙为世间赐予最多圣人及福祉的一族。因此自13世纪以来，该王朝经常被称为“圣王的亲属”。 阿帕德王朝统治喀尔巴阡盆地四百年，通过其广泛的王朝关系影响了几乎整个欧洲。 1301年，随着匈牙利国王安德拉什三世的去世，阿尔帕德王朝的父系血统也随之结束，随后的所有匈牙利国王（除马蒂亚斯·科维努斯国王外）都是阿尔帕德王朝的同源后裔。
1918年第一次世界大战后，国王卡尔四世“放弃参与”国家事务，但并未退位。匈牙利王国从1920年到1946年作为一个国家存在，正式代表匈牙利君主政体，但实际上没有国王，摄政王和实际统治者为霍爾蒂·米克洛什，直至1944年被纳粹德国所推翻。

## 匈牙利大公

### 阿爾帕德王朝
- 阿尔帕德大公 896年－907年
  - 907年－947年，匈牙利由若干部落领袖领导，其中著名的有：塔尔霍斯，列文特，佐尔塔，等等
- 福伊西 947年－955年
- 陶克紹尼 955年－972年
- 盖佐大公 972年－997年
- 伊什特万一世 997年－1000年
  - 1000年，伊什特万一世由教宗加冕为国王。

## 馬扎爾人的国王

### 阿爾帕德王朝
- 伊什特万一世 1000年－1038年
- 奧爾塞奧羅·彼得 1038年－1041年
- 奧鮑·薩穆埃爾 1041年－1044年
- 奧爾塞奧羅·彼得 1044年－1046年
  - 1046年－1047年，匈牙利贵族进行大规模叛乱
- 安德拉什一世 1047年－1061年
- 贝拉一世 1061年－1063年
- 萨拉蒙 1063年－1074年
- 蓋薩一世 1074年－1077年
- 拉斯洛一世 1077年－1095年
- 卡尔曼 1095年－1114年
- 伊什特万二世 1114年－1131年
- 贝拉二世 1131年－1141年
- 蓋薩二世 1141年－1161年
- 伊什特萬三世 1161年－1162年
- 拉斯洛二世 1162年－1163年
- 伊什特萬四世 1163年
- 伊什特萬三世 1163年－1172年
- 貝拉三世 1172年－1196年
- 伊姆雷 1196年－1204年
- 拉斯洛三世 1204年－1205年
- 安德拉什二世 1205年－1235年
- 贝拉四世 1235年－1270年
- 伊什特萬五世 1270年－1272年
- 拉斯洛四世 1272年－1290年
- 安德拉什三世 1290年－1301年

### 普熱米斯爾王朝
- 文采尔 1301年－1305年

### 维特尔斯巴赫王朝
- 貝拉五世 1305年－1308年

### 安茹-西西里王朝
- 卡罗伊一世 1308年－1342年
- 拉約什一世 1342年－1382年
- 瑪麗亞一世 1382年－1385年，1387年－1395年
- 卡罗伊二世 1385年－1386年

### 盧森堡王朝
| 名稱                                         | 肖像 | 纹章 | 生卒                                                                             | 婚姻                                                          | 其他头衔                                              |
| -------------------------------------------- | ---- | ---- | -------------------------------------------------------------------------------- | ------------------------------------------------------------- | ----------------------------------------------------- |
| 西吉斯蒙德一世 1387年3月31日 — 1437年12月9日 |      |      | 1368年2月15日-1437年12月9日（69岁） 卢森堡的卡罗伊四世与波美拉尼亞的伊莉莎白之子 | (1) 玛丽亚一世 1385年 没有子女(2) 采列的芭芭拉 1405年 1名子女 | 神圣罗马皇帝 罗马人的国王 波西米亚国王 勃蘭登堡選帝侯 |

### 哈布斯堡王朝
- 阿爾布雷希特 1437年－1439年

### 雅盖隆王朝
- 乌拉斯洛一世 1440年－1444年

### 哈布斯堡王朝
- 拉斯洛五世 1444年－1457年

### 匈雅提王朝
- 马加什一世 1458年－1490年

### 雅盖隆王朝
- 烏拉斯洛二世 1490年－1516年
- 拉约什二世 1516年－1526年

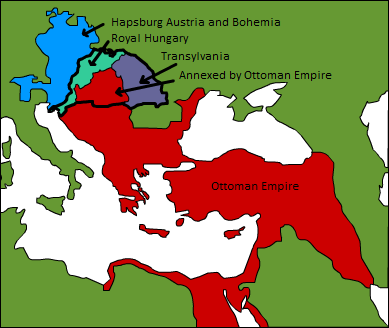
1526年後匈牙利領土的瓜分
皇家匈牙利
特兰西瓦尼亚
奥斯曼帝国
哈布斯堡奧地利

  - 1526年由于奥斯曼帝国入侵，匈牙利领土被分成3部分：哈布斯堡王朝的斐迪南控制匈牙利西部；特兰西瓦尼亚总督扎波尧伊·亚诺什控制匈牙利东部；匈牙利中部被奥斯曼帝国吞并。

## 分裂时期

### 东部国王（英语：Eastern Hungarian Kingdom）

#### 扎波尧伊王朝（英语：Zápolya family）
- 亞諾什一世 1526年－1540年
- 亞諾什二世 1540年－1570年
  - 1570年后扎波尧伊家族正式放棄匈牙利國王的名號，讓予波希米亞選侯馬克西米連二世，只统治特兰西瓦尼亚。1571年亚诺什·日格蒙德（英语：John Sigismund Zápolya）過世，當地貴族推舉斯特凡·巴托里繼承（1576年後當選波蘭立陶宛國王），扎波尧伊家族終結。

### 西部国王

#### 哈布斯堡王朝
- 斐迪南一世 1526年－1559年
- 馬克西米利安 1556年–1570年

## 匈牙利国王

### 哈布斯堡王朝
- 馬克西米利安 1570年－1576年
- 鲁道夫 1572年－1608年
- 马加什二世 1608年－1619年
- 斐迪南二世 1618年－1637年
- 斐迪南三世 1625年－1647年
- 斐迪南四世 1647年－1654年
- 利奧波德一世 1654年－1705年
- 約瑟夫一世 1705年－1711年
- 卡罗伊三世 1711年－1740年
- 瑪麗二世 1740年－1780年

### 哈布斯堡-洛林王朝
- 约瑟夫二世 1780年－1790年
- 利奧波德二世 1790年－1792年

## 匈牙利共和国
1848年革命时期匈牙利推翻君主政府建立了共和国。科苏特·拉约什成为这个共和国的政府首脑。但是仅仅过了几天以后，哈布斯堡王朝即在俄国的武力支持下颠覆了共和国。

## 聖史蒂芬王冠領

### 哈布斯堡-洛林皇朝
- 法蘭茲·约瑟夫 1848年12月2日－1916年11月21日
- 卡罗伊四世 1916年11月21日－1918年11月16日

## 匈牙利王國（霍尔蒂時期）摄政王
- 霍爾蒂·米克洛什 1920年3月1日－1944年11月3日

## 匈牙利王位觊觎者

### 哈布斯堡-洛林家族
- 卡罗伊四世 1918年11月16日－1922年4月1日
- 奥托 1922年4月1日－2011年7月4日
- 卡罗伊五世 2011年7月4日至今